# جاسمين بيوريتش
جاسمين بيوريتش مواليد 18 فبراير 1987 في زينيتسا، جمهورية يوغوسلافيا الاشتراكية الاتحادية، هو لاعب كرة قدم بوسني يلعب مع لخ بوزنان كحارس مرمى. مثّل منتخب البوسنة والهرسك لكرة القدم.

## روابط خارجية
- جاسمين بيوريتش على موقع الاتحاد الأوربي (الإنجليزية)
- جاسمين بيوريتش على موقع قاعدة بيانات كرة القدم.إي يو (الإنجليزية)
- جاسمين بيوريتش على موقع ناشيونال فوتبول تيمز (الإنجليزية)
- جاسمين بيوريتش على موقع Soccerway.com (الإنجليزية)
- جاسمين بيوريتش على موقع عالم كرة القدم.نت (الإنجليزية)
- جاسمين بيوريتش على موقع AS.com (الإسبانية)